# Thomas Wijck

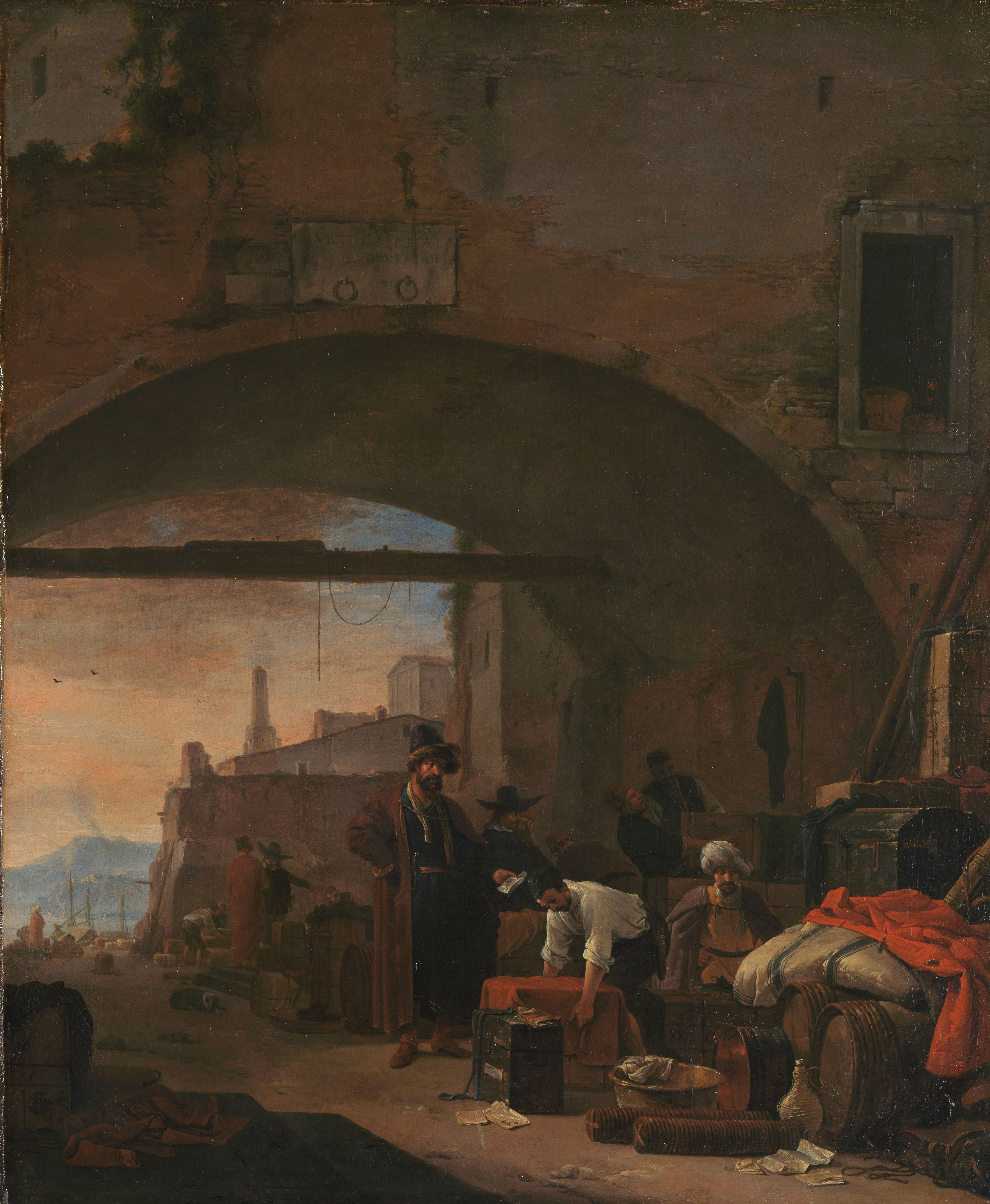
Mercanti levantini (Rijksmuseum)

Thomas Wijck (Beverwijk, 1616 – Haarlem, 19 agosto 1677) è stato un pittore olandese.

## Biografia
Nato in una famiglia di artisti, Thomas Wijck (o Wyck) ebbe da suo padre, pittore, i primi rudimenti dell'arte. Durante un viaggio di studio e di formazione Italia, è segnalato nel 1640 come Tommaso fiammingo, pittore, con abitazione a Roma, in Via della Fontanella. Sono noti sui dipinti, con scene di genere ambientate a Roma e dintorni, realizzati con senso di immediatezza e con un tocco di realismo.
Si recò a Napoli e visitò anche l'isola di Capri, riportando in patria schizzi di paesaggi e di scene portuali, da rielaborare in dipinti o da essere tradotti in incisioni.
Ha dipinto la prima visione di Capri a noi nota: la realtà della vita quotidiana caprese rappresentata in un esterno, con case rurali e donne in costume. In questo periodo produsse Vista dell'Aracoeli (Monaco di Baviera, Alte Pinakothek), Piazza del Mercato a portico d'Ottavia, Cortile Romano con un fabbro e Lavandaie in un cortile, dipinto custodito al (Museo nazionale di Varsavia) e di cui resta anche un disegno preparatorio, ma con il cortile privo di figure, ora al Rijksmuseum (Amsterdam).

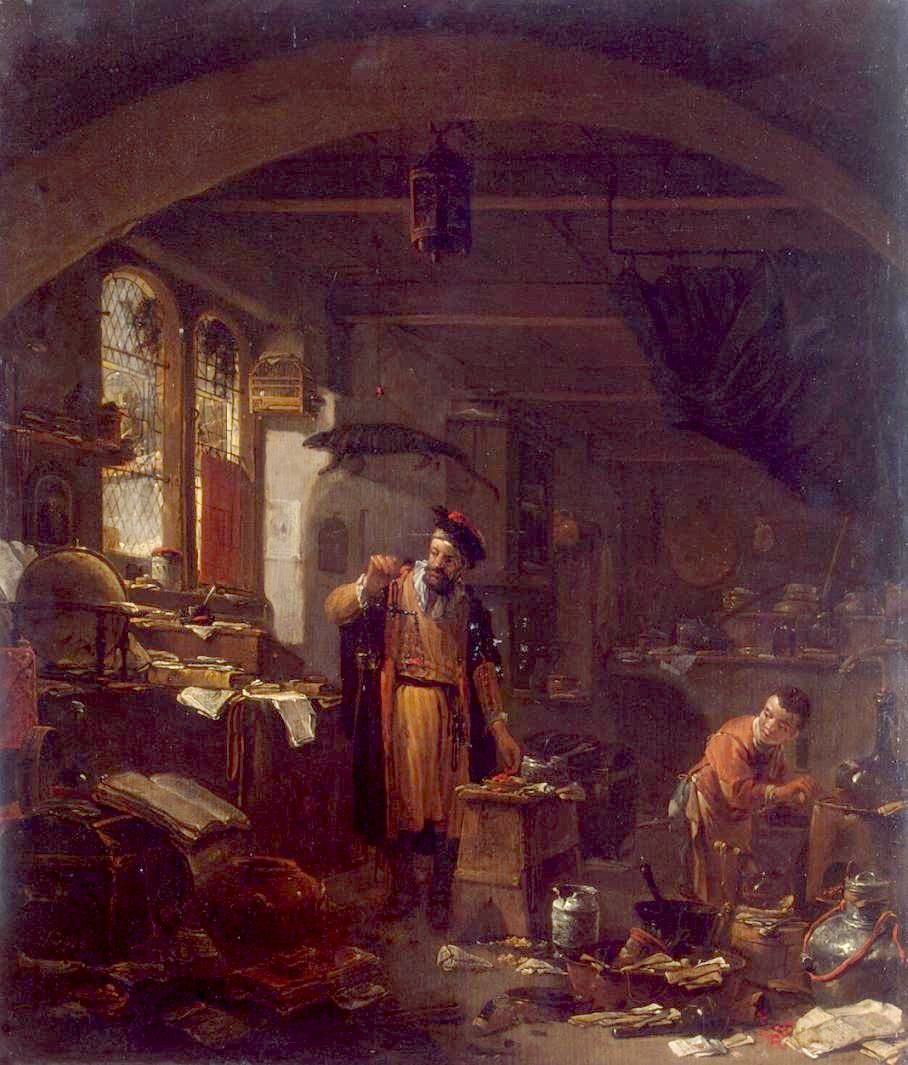
Thomas Wijck, Alchimista, (Ermitage)

Nel 1642 Wijck tornò in patria e nel 1660 fu eletto membro della Corporazione di San Luca di Haarlem. Si recò poi, con la famiglia, in Inghilterra, probabilmente fra il 1660 e il 1668. Suo figlio Jan Wijck divenne pittore e visse in Inghilterra. Thomas Wijck ebbe come allievo il pittore di Haarlem Jan van der Vaardt e anche Pieter Mulier, detto il Cavalier Tempesta.
Il suo dipinto più noto, L'alchimista, che realizzò in più versioni, influenzò il pittore inglese Joseph Wright of Derby, che poi dipinse una scena simile, Alchimista che scopre il fosforo, con molti oggetti sparsi in apparente disordine nella stanza e con la figura centrale del chimico.
Thomas Wijck è autore di tele con fiere e con mercati affollati di figure, con allegre scene d'osteria. Ha dipinto ritratti di personaggi fortemente caratterizzati, come L'avaro. La sua tela Giocatori di morra è a Vienna, al Gemäldegalerie der Akademie der bildenden Künste. Thomas Wijck, come pittore di paesaggi con figure, fu influenzato anche dal pittore olandese Jan Asselijn - che forse conobbe a Roma, dove Asselijn soggiornò tra il 1639 e il 1643 - e probabilmente da Filippo Teodoro di Liagno, detto Filippo Napoletano che, in opere come Il mulino (Palazzo Pitti), ritraeva scene di genere con un tocco di realismo.
Di Thomas Wijck sono note alcune scene portuali italiane, ricche di piccole e realistiche figure. Dipinse, con il Vesuvio e la Torre di San Vincenzo sullo sfondo, figure di viandanti e anche di esotici orientali, messi in primo piano, come nella tela Visione immaginaria di un porto (Monaco di Baviera, Alte Pinakothek). Caratteristiche sono le sue vedute di cortili e di piazzette, incorniciate in primo piano da archi e chiuse sullo sfondo da tetti e da logge. Per stile e tecniche, con questa tipologia di dipinti egli appartiene al gruppo di pittori di genere - olandesi e fiamminghi, cui si era aggiunto Michelangelo Cerquozzi - che a Roma erano detti "Bamboccianti" e che si ritrovavano in compagnia di Pieter van Laer, soprannominato Bamboccio. Essi scelsero di rappresentare, in vedute di piccolo formato, una Roma popolare, senza i grandi monumenti classici e rinascimentali.
Negli ultimi anni Thomas Wijck ha prodotto opere più legate - per stile e soggetti - alla tradizione della pittura di genere olandese. Ha realizzato in Inghilterra una Veduta di Londra,  prima dell'incendio del 1666 che devastò la città, e una veduta della Sponda nord del Tamigi, da Southwark, un borgo londinese, posto a sud della città e con dimore nobiliari. Ha anche dipinto, più volte il "Fuoco a Londra".

## Galleria d'immagini

Dipinti di Thomas Wijck
Studioso nel suo studio, (Hallwyl Museum) Stoccolma
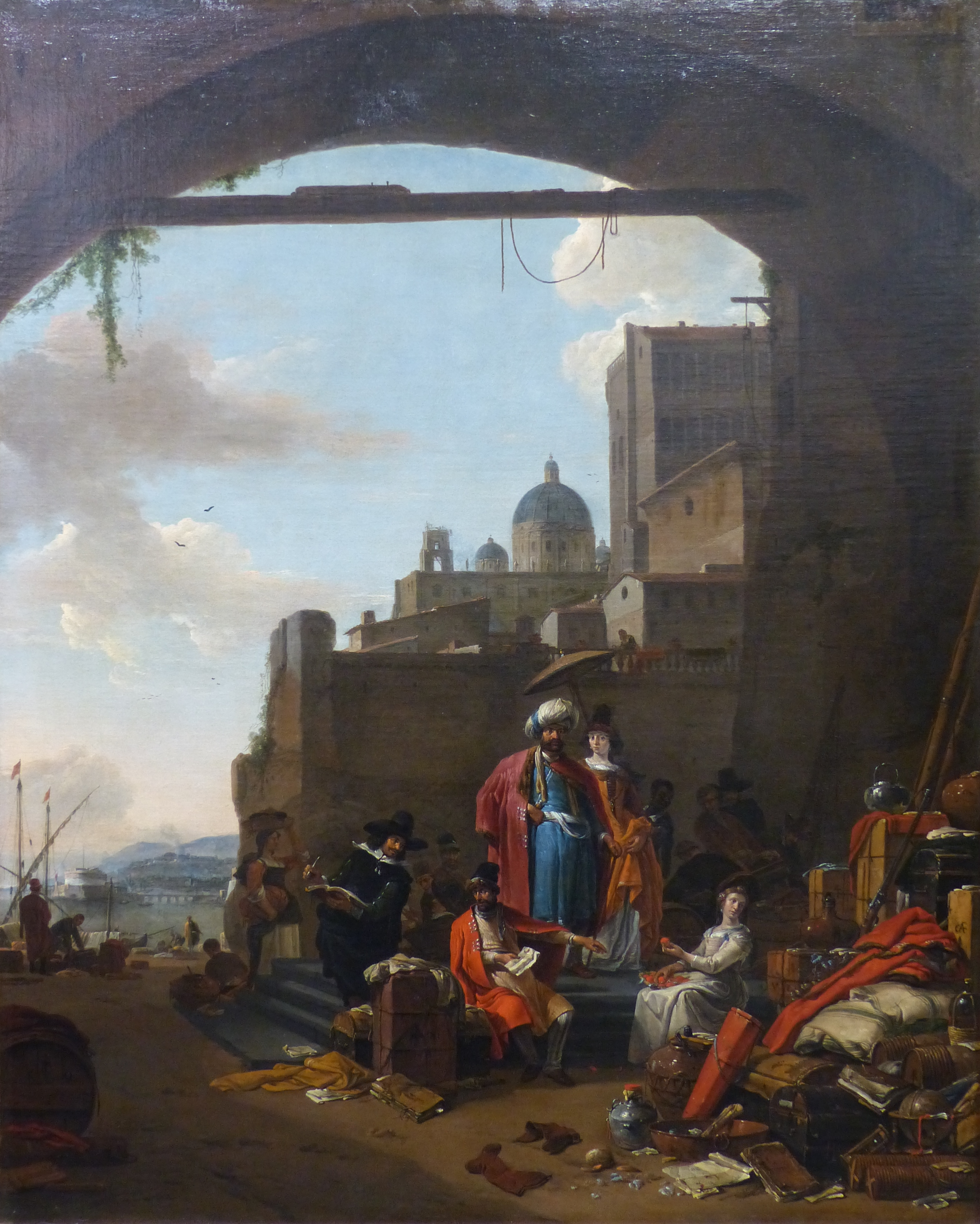
Corsaro e giudea (Museo Fabre) Montepellier
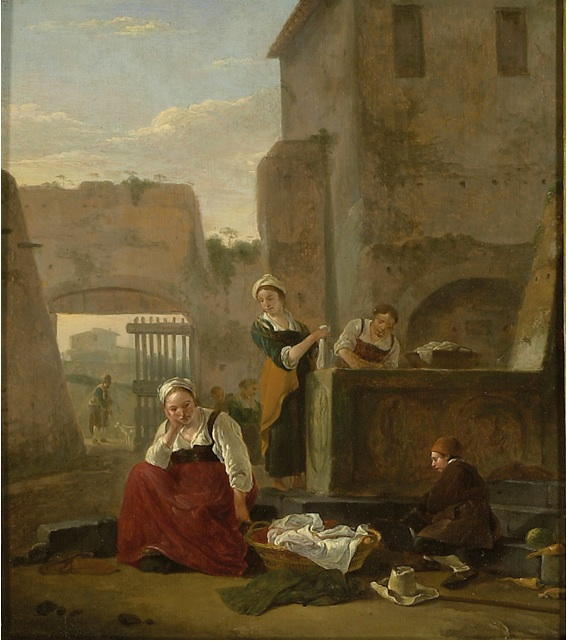
Scena di genere italiana
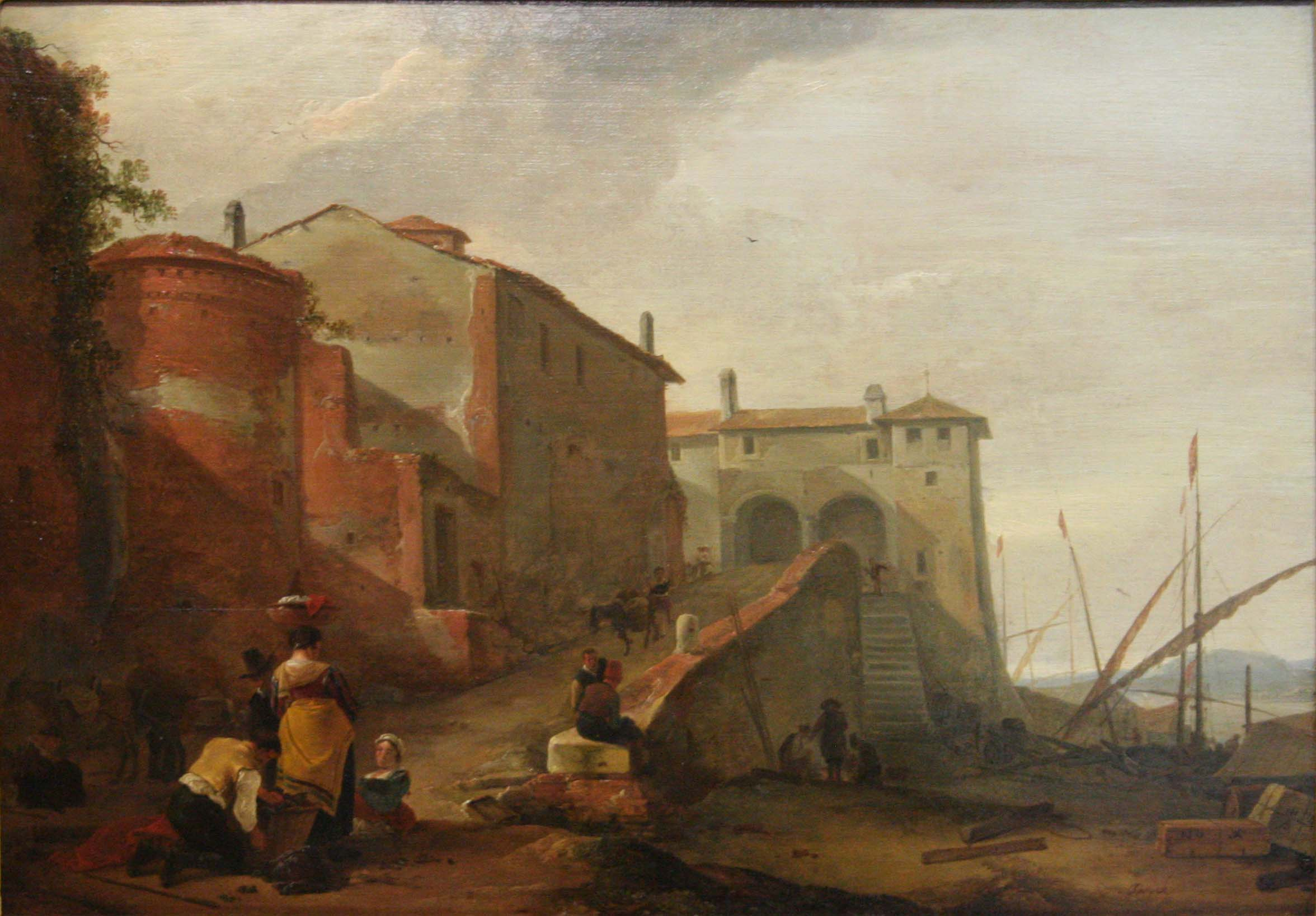
Porto di Ripa Grande, (Museo Fabre)